# All the Stars
«All the Stars» es una canción grabada por el rapero estadounidense Kendrick Lamar y la cantante SZA. Escrito por Lamar, SZA, Sounwave, y Al Shux y producido por los últimos dos, la canción se lanzó el 4 de enero de 2018, como el sencillo principal del álbum de la banda sonora de la película Black Panther. Su lanzamiento coincidió con el anuncio de Top Dawg Entertainment de que su presidente, Anthony «Top Dawg» Tiffith, y el propio Lamar estarían produciendo el álbum de la banda sonora de Black Panther. Marvel Studios confirmó la noticia y reveló que Lamar fue elegido por el director de Black Panther, Ryan Coogler, para producir el álbum de la banda sonora. La canción apareció en la película durante los créditos finales.